# Веданґа
Веданґа (санскр. वेदाङ्ग; vedāṅga IAST — «частина Вед») — цикл допоміжньої літератури, пов'язаної з Ведами. Містить керівництва з шести галузей знання, призначені для вірного проведения ведичних ритуалів та для належного тлумачення Вед.
1. Шикша (śikṣā IAST) — фонетика і фонологія
2. Чандас (chandas IAST) — віршовий розмір
3. В'якарана (vyākaraṇa IAST) — граматика
4. Нірукта (nirukta IAST) — етимологія
5. Джйотиша (jyotiṣa IAST) — астрологія і астрономія, що, зокрема, описують дні, сприятливі для здійснення яг'ї
6. Кальпа (kalpa IAST) — ритуаловедення

Традиційно, для кожної Веди є своя шикша, чандас, калпа і джйотиша, тоді як в'якарана і нірукта є загальними для всіх чотирьох Вед. Вперше список шести Веданґ був представлений в одній з ранніх Упанішад — «Мундака-Упанішад», де згадується, що з ними повинні ознайомиться всі, хто вивчає Веди. Тексти з шести Веданґ, як правило, представлені у вигляді сутр — коротких правил і положень, для розуміння яких необхідні додаткові коментарі гуру. Якщо уявити Веду живою істотою, вякарана буде обличчям, чхандас — ногами, шикша — диханням, нірукта — вухами, кальпа — руками, а джйотиш — очима. 